# حقن الحشو التجميلية
حقن الحشو التجميلية (بالإنجليزية: Injectable filler)‏ هي عملية حقن حشوة من الأنسجة الرخوة تحت الجلد للمساعدة على ملء التجاعيد الموجودة في الوجه، واستعادة مظهر أكثر سلاسة. معظم حشوات التجاعيد هذه مؤقتة لأنها في نهاية المطاف يتم امتصاصها من قبل الجسم. قد يحتاج بعض الناس لا أكثر من حقنة واحدة لتحقيق التأثير المتجانس على التجاعيد.و يستمر التأثير لمدة ستة أشهر أو أكثر. نجاح نتائج الحقن يعتمد على صحة الجلد، ومهارة مقدمي الرعاية الصحية، ونوع الحشوة المستخدمة.
في الولايات المتحدة، يتم اعتماد حقن الحشوة التجميلية من ضمن الأجهزة والمستلزمات الطبية من قبل إدارة الغذاء والدواء الأمريكية وهذه الحقن يمكن ان يتم وصفها وحقنها من قبل مقدمي الرعاية الصحية. بينما في أوروبا والمملكة المتحدة، حقن الحشوات التجميلية تصنف من ضمن الأجهزة والمستلزمات الطبية التي يمكن وصفها وصرفها دون الحاجة إلى وصفة طبية كما يمكن حقنها من قبل أي شخص مرخص للقيام بذلك من قبل السلطات الطبية المعنية. وأنها تتطلب علامة «المطابقة الأوروبية»، الذي ينظم الامتثال لمعايير الإنتاج، ولكن لا يتطلب أي دليل على الكفاءة الطبية.

## كيف تعمل
الحشوة التجميلية الجلدية، والمعروفة أيضا باسم «الحقن» أو «حشو الأنسجة الرخوة»، وكما يوحي اسمها: أنها تملأ المناطق الفارغة والتجاويف تحت الجلد. بعض الحشوات تكون طبيعية وبعضها مصنعة، ولكنها جميعا تعمل على تحسين مظهر البشرة واخفاء علامات الشيخوخة بالطرق التالية:
- ملء التجاعيد، والخطوط الدقيقة والتجاعيد العميقة
- تحسين عيوب أخرى مثل الندوب
- ملء الشفاه الرقيقة أو التجاعيد
- تكدس الخدين
- رسم خط الفك ومناطق أخرى من الوجه

## الأنواع
هناك أكثر من 140 نوع من حقن الحشو التجميلية في بريطانيا والسوق الأوربي بينما لا يوجد في الولايات المتحدة سوى ست أنواع فقط مصرح باستخدامها. في عام 2012، تم إطلاق جهاز "Artiste" في سوق الولايات المتحدة وهو جهاز منظم ومساعد لحقن (الفـلـر) تحت الجلد. واثبتت دراسات أن الجهاز يمكن أن يقلل من انزعاج المريض والآثار الجانبية عن طريق التحكم في معدل تدفق حقن الحشو الذي يستخدمه الطبيب لملء الشفاه وخطوط العبوس.

## المواد المستخدمة
المواد الداخلة في صناعة حقن الحشو التجميلية يتم استخلاصها من جزيئات السكر أو تتكون من أحماض الهيالورونيك، الكولاجين، والتي يتم استخلاصها من الخنازير والأبقار أو الجثث، أو يمكن أن تتولد في المختبر ، ويمكن استخدم البوليمرات الحيوية أيضا في صناعة الحشوات التجميلية، بما في ذلك هيدروكسيلاباتيت الكالسيوم، بوليكابرولاكتون، بولي ميثيل ميثاكريلات، وحمض عديد اللبنيك. [بحاجة لمصدر]

## المخاطر
وتشمل مخاطر استخدام حقن الحشوات التجميلية بشكل غير صحيح كدمات، احمرار، ألم أو حكة في مكان الحقن. أقل شيوعا، قد يكون هناك التهابات أو ردود فعل تحسسية، وقد تتسبب بندب وكتل والتي قد تتطلب التداخل الجراحي. أظهرت دراسة نشرت في مجلة الجمعية الأمريكية للأمراض الجلدية في مارس 2015 أن معدل حدوث اختلاطات عملية حقن الفيلر وتأثيراتها الجانبية أقل من 1% ممن شملتهم الدراسة.